# Simone da Corbetta

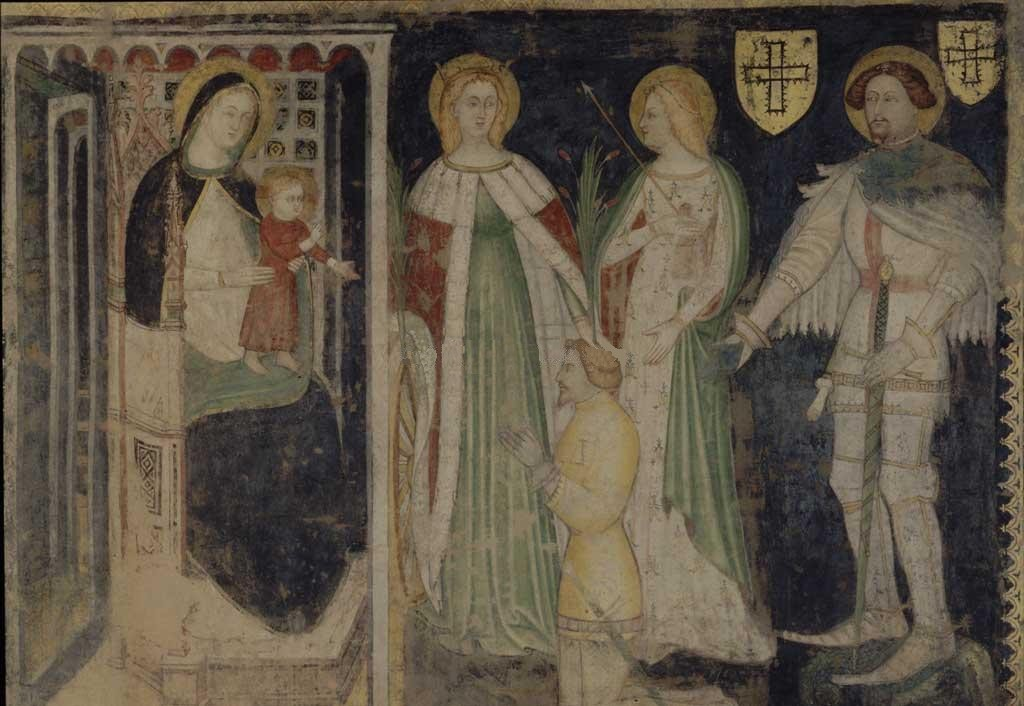
Madonna col Bambino, santa Caterina, sant'Orsola, san Giorgio ed il devoto Teodorico da Coira di Simone da Corbetta

Simone da Corbetta (Corbetta, ... – Milano, ...; fl. XIV secolo) è stato un pittore italiano.

## Biografia
Di lui si sa che visse nella piena età della lombarda trecentesca, aggiungendovi accenti cortesi, pur mantenendo una cultura antiquata, conforme ai modelli della cultura corrente gradita ai Visconti nel Trecento. Fu vicino alla scuola del senese Simone Martini, di cui forse fu anche allievo.
Originario di Corbetta (MI) operò prevalentemente in ambito milanese, dipingendo personalmente alcuni affreschi nella chiesa di Santa Maria dei Servi di Milano di cui l'opera maggiore Madonna col Bambino, santa Caterina, sant'Orsola, san Giorgio ed il devoto Teodorico da Coira realizzato nel 1382, che si trova oggi alla Pinacoteca di Brera, nella prima sala, dopo essere passato di proprietà dal Museo Archeologico di Milano appena dopo la demolizione della Chiesa di Santa Maria dei Servi nel 1847.
Con la propria scuola realizzò l'Affresco della Crocefissione per la Cappella Ducale della Chiesa di San Cristoforo sul Naviglio.
Nel paese natale gli è stata dedicata la locale scuola media e un tratto della ex SS11 che attraversa il territorio comunale.

## Opere
- Madonna col Bambino, santa Caterina, sant'Orsola, san Giorgio ed il devoto Teodorico da Coira, 1382
- Affresco della Crocefissione

## Musei
- Pinacoteca di Brera